# 浜田道路

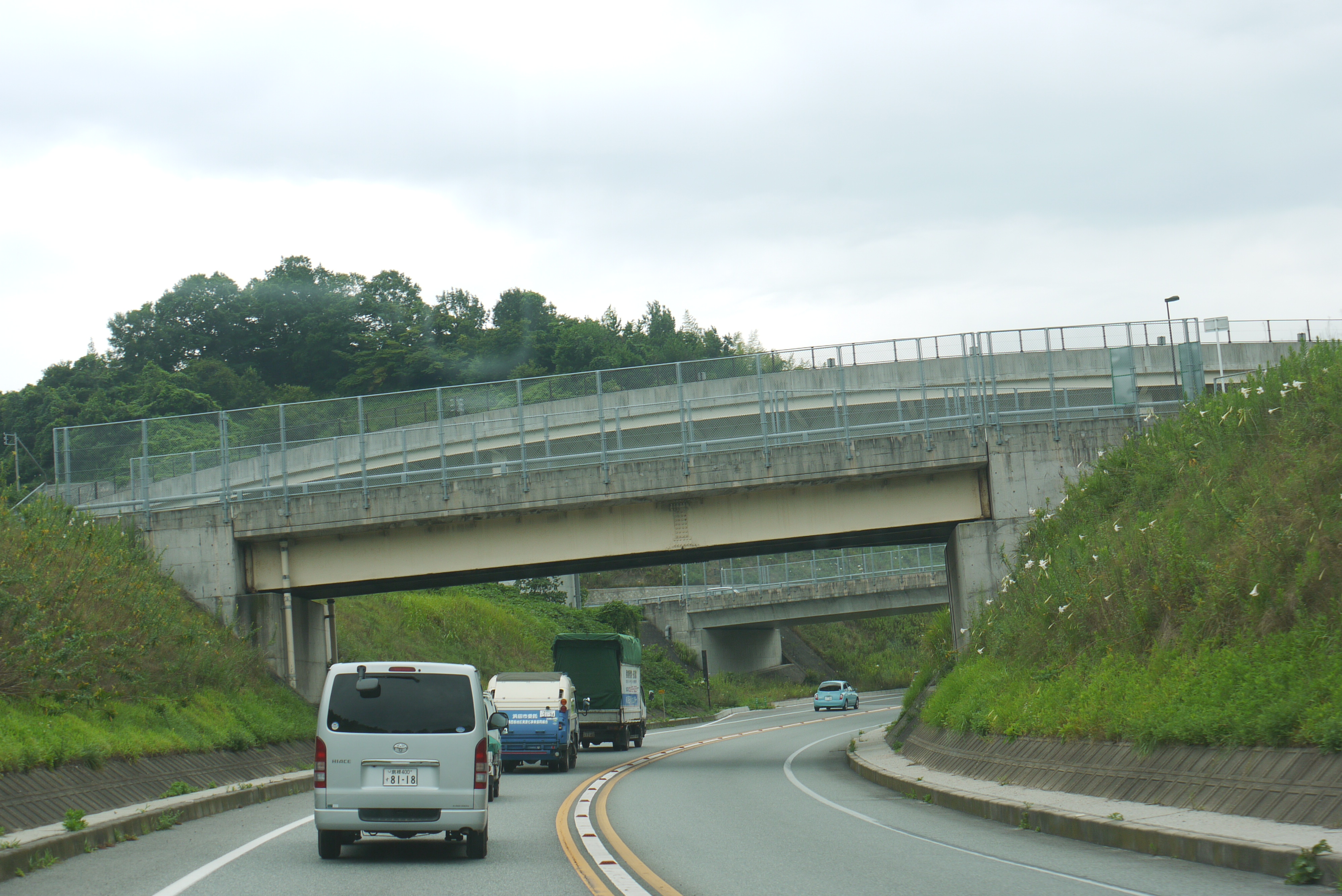
元々はバイパスとして建設されたため、路肩や中央帯が簡素な構造となっている（2009年8月21日撮影、現在はワイヤロープが設置されている）。

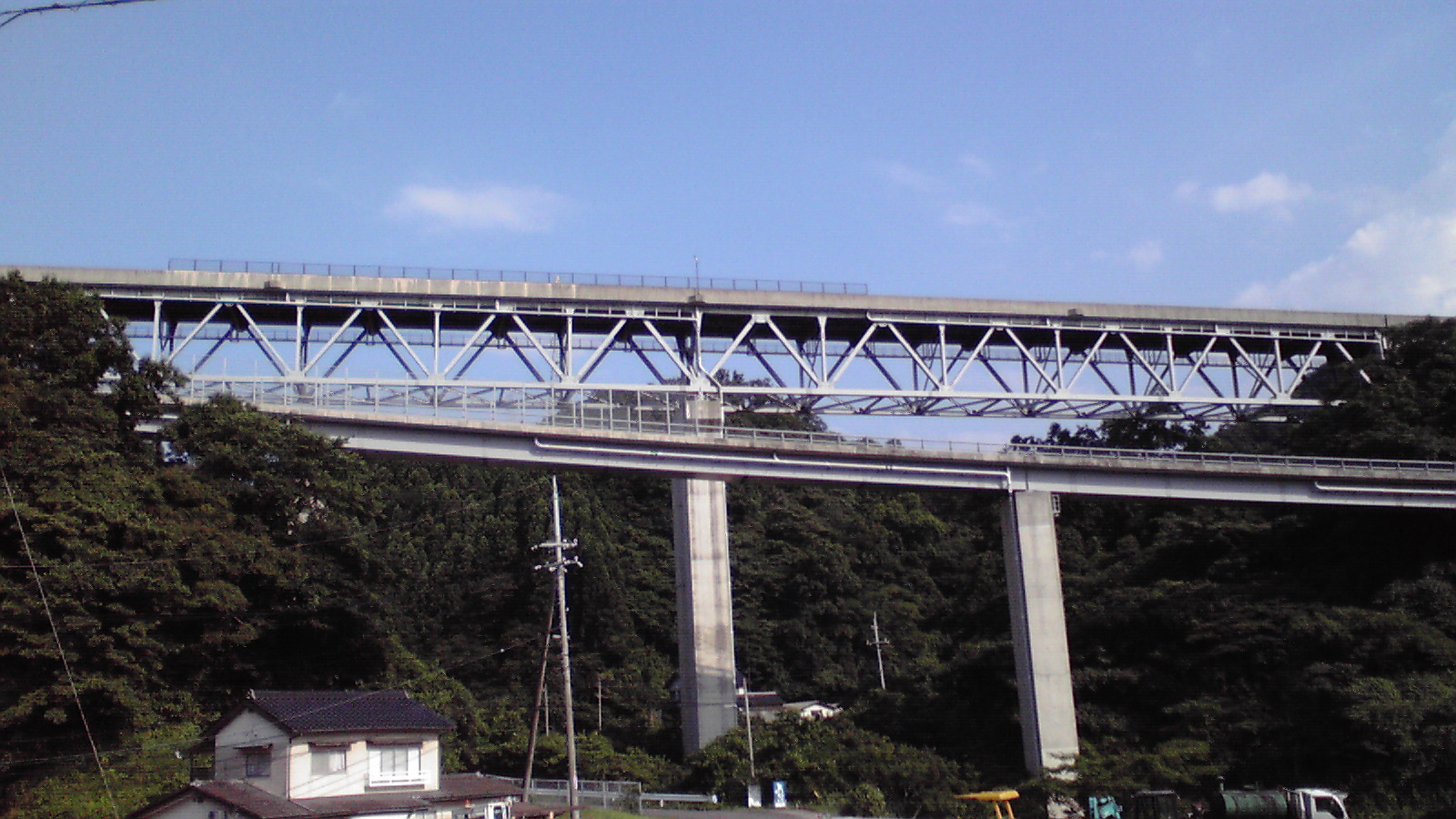
みなと原井大橋

浜田道路（はまだどうろ）は、島根県浜田市の長沢町から熱田町に至る総延長 6.8キロメートル (km) の高規格幹線道路（高速自動車国道に並行する一般国道自動車専用道路）である。山陰自動車道に並行する国道9号の自動車専用道路に指定されている。
この道路は山陰自動車道の一部に組み込まれる以前より計画されていたため、一般国道9号浜田バイパスとして建設された。

## インターチェンジなど
- 全区間島根県浜田市内に所在。
- 路線名の特記がないものは市道。

| IC 番号                | 施設名                 | 接続路線名                      | 京都から (km) |
| ---------------------- | ---------------------- | ------------------------------- | ------------- |
| 国道9号 松江・江津方面 |                        |                                 |               |
|                        | 浜田バイパス東口       | 国道9号（現道）                 | 453.4         |
| 4                      | 浜田IC                 | E74 E9 浜田自動車道             | 453.8         |
|                        | 相生IC                 | 国道186号                       | 455.8         |
|                        | 竹迫IC                 |                                 | 457.8         |
|                        | 道の駅ゆうひパーク浜田 | -                               | 459.0         |
|                        | 原井IC                 | E9 山陰自動車道（浜田三隅道路） | 459.8         |
|                        | 浜田バイパス西口       | 国道9号 浜田市街・浜田港方面    | 460.2         |
| 国道9号 山口・益田方面 |                        |                                 |               |

原井IC付近は夏場は特に渋滞する。回避路として、竹迫ICから西の方向へ抜ける抜け道がある。道路幅は1.5車線区間が多い。

## 歴史
- 1989年（平成元年）
  - 6月22日 : 長沢（起点） - 三宮IC（現・相生IC）間開通。
  - 10月18日 : 浜田自動車道の旭IC - 浜田IC間が開通し、浜田道と接続。
- 1993年（平成5年）6月3日 : 三宮IC（現・相生IC） - 熱田（終点）間が開通し、全線開通。
- 2014年（平成26年）9月30日 : 全IC名称が正式決定し、これまでの仮称から改称（三宮IC→相生IC）[1]。

## 車線
暫定2車線。竹迫IC以西は4車線化された。

## 交通量
平日24時間交通量（平成17年度道路交通センサス）
- 浜田市瀬戸見町38-2 : 15,760